# 1943 na literatura

## Eventos
- Éramos Seis romance de Maria José Dupré
- Os Três Mal-Amados livro de João Cabral de Melo Neto
- Terras do Sem-Fim romance de Jorge Amado
- O Resto É Silêncio romance de Érico Veríssimo
- Perelandra segundo livro da Trilogia Espacial de Clive Staples Lewis
- Le petit prince romance de Antoine de Saint-Exupéry

## Nascimentos
| Data           | Nome                        | Profissão                                  | Nacionalidade  | Observações | Ref   |
| -------------- | --------------------------- | ------------------------------------------ | -------------- | ----------- | ----- |
| 13 de Janeiro  | Roger Elwood                | escritor de ficção científica              | Estados Unidos | m. 2007     |       |
| 25 de Janeiro  | Clóvis Rossi                | jornalista e escritor                      | Brasil         |             |       |
| 2 de março     | Peter Straub                | escritor                                   | Estados Unidos |             |       |
| 20 de março    | Alice Vieira                | escritora e jornalista                     | Portugal       |             |       |
| 22 de abril    | Janet Evanovich             | escritora                                  | Estados Unidos |             |       |
| 6 de maio      | Almeida Faria               | escritor                                   | Portugal       |             |       |
| 22 de agosto   | Carlos Coutinho             | escritor, jornalista e dramaturgo          | Portugal       |             | [ 1 ] |
| 23 de Setembro | Antonio Tabucchi            | escritor                                   | Itália         |             |       |
| 18 de outubro  | Robert Lawrence Stine       | escritor                                   | Estados Unidos |             |       |
| 28 de outubro  | João Aguiar                 | jornalista e escritor                      | Portugal       | m. 2010     |       |
| 18 de Novembro | Manuel António Pina         | jornalista, poeta, dramaturgo e romancista | Portugal       |             |       |
| 27 de Dezembro | Peter Sinfield              | poeta e cantor                             | Inglaterra     |             |       |
| ??             | Barry Miles                 | escritor                                   | Reino Unido    |             |       |
| ??             | João Miguel Fernandes Jorge | escritor e poeta                           | Portugal       |             |       |

## Mortes
| Data        | Nome                | Profissão           | Nacionalidade | Observações | Ref |
| ----------- | ------------------- | ------------------- | ------------- | ----------- | --- |
| 26 de julho | Luis Barros Borgoño | escritor e político | Chile         | n. 1858     |     |

## Prémios literários
- Nobel de Literatura - não atribuído.
- Prémio Machado de Assis - Sousa da Silveira